# Фрамнас (тауншип, Миннесота)
Фрамнас (англ. Framnas) — тауншип в округе Стивенс, Миннесота, США. На 2000 год его население составило 318 человек.

## География
По данным Бюро переписи населения США площадь тауншипа составляет 93,4 км², из которых 86,5 км² занимает суша, а 6,9 км² — вода (7,43 %).

## Демография
По данным переписи населения 2000 года здесь находились 318 человек, 114 домохозяйств и 98 семей.  Плотность населения —  3,7 чел./км².  На территории тауншипа расположено 123 постройки со средней плотностью 1,4 построек на один квадратный километр. Расовый состав населения: 98,74 % белых, 0,63 % азиатов и 0,63 % приходится на две или более других рас.
Из 114 домохозяйств в 36,8 % воспитывались дети до 18 лет, в 83,3 % проживали супружеские пары, в 1,8 % проживали незамужние женщины и в 13,2 % домохозяйств проживали несемейные люди. 10,5 % домохозяйств состояли из одного человека, при том 5,3 % из — одиноких пожилых людей старше 65 лет. Средний размер домохозяйства — 2,79, а семьи — 2,94 человека.
27,4 % населения — младше 18 лет, 4,4 % — в возрасте от 18 до 24 лет, 23,0 % — от 25 до 44, 31,8 % — от 45 до 64, и 13,5 % — старше 65 лет. Средний возраст — 42 года. На каждые 100 женщин приходилось 105,2 мужчин.  На каждые 100 женщин старше 18 приходилось 99,1 мужчин.
Средний годовой доход домохозяйства составлял 45 750 долларов, а средний годовой доход семьи —  46 500 долларов. Средний доход мужчин —  32 500  долларов, в то время как у женщин — 21 042. Доход на душу населения составил 16 943 доллара. За чертой бедности находились 2,2 % семей и 6,2 % всего населения тауншипа, из которых 7,1 % младше 18 лет.